# Ligação covalente
Uma ligação covalente é uma ligação química que envolve a partilha de pares de elétrons entre átomos. Esses pares de elétrons são conhecidos como pares compartilhados ou pares de ligantes. O equilíbrio estável de forças atrativas e repulsivas entre átomos, quando eles compartilham elétrons, é conhecido como ligação covalente. Para muitas moléculas, a partilha de elétrons permite que cada átomo atinja o equivalente a uma camada de valência completa, o que corresponde a uma configuração eletrônica estável. O nome ligação covalente surgiu em 1939.

Os primeiros conceitos de ligação covalente surgiram desse tipo de imagem da molécula de carbono e hidrogênio. A ligação covalente está implícita na estrutura de Lewis, indicando elétrons compartilhados entre átomos.

Átomos tendem a compartilhar eletrões de modo que suas camadas eletrônicas externas sejam preenchidas e eles adquiram uma distribuição eletrónica mais estável. A força dessas ligações é maior que a das interações intermoleculares e comparável à da ligação iônica. Existem dois tipos principais: a ligação-σ (ligação sigma) e a ligação-π (ligação pi).
Ligações covalentes normalmente ocorrem entre átomos com eletronegatividades similares e altas (geralmente entre dois não-metais), dos quais remover completamente um elétron requer muita energia.
Um tipo especial de ligação covalente é a ligação covalente dativa, também conhecida como ligação covalente coordenada, que ocorre quando um único átomo fornece ambos os  eletrões da ligação. Cada átomo pode potencialmente ceder apenas um par de  eletrões para o outro.
Esse tipo de ligação tende a ser mais forte que outros tipos de ligações, como a iônica. Ao contrário das ligações iônicas, nas quais os íons são mantidos unidos por atração coulômbica não direcional, ligações covalentes são altamente direcionais. Como resultado, moléculas covalentemente ligadas tendem a formar-se em um número relativamente pequeno de formas características, exibindo ângulos de ligação específicos. Essa ligação também é considerada semelhante à metálica, dando-se os compartilhamentos.

## Ordem de ligação
Quando ocorrem ligações entre íons positivos (cátions) e negativos (ânions) denominamos de Ligações Iônicas. Nessa ligação que a transferência de  eletrões não é definitiva. Uma ligação iônica envolve forças eletrostáticas que atraem íons de cargas opostas. Íons são átomos em desequilíbrio elétrico e apresentam carga positiva ou negativa. 
Esse tipo de ligação geralmente ocorre entre um átomo ou agrupamento de átomos que tem tendência a ceder  e um átomo ou agrupamento de átomos que tem tendência a receber  eletrões. Os átomos que apresentam facilidade em perder  eletrões, são em geral os metais das famílias IA, IIA e IIIA, e os que recebem  eletrões são os ametais das famílias VA, VIA e VIIA.

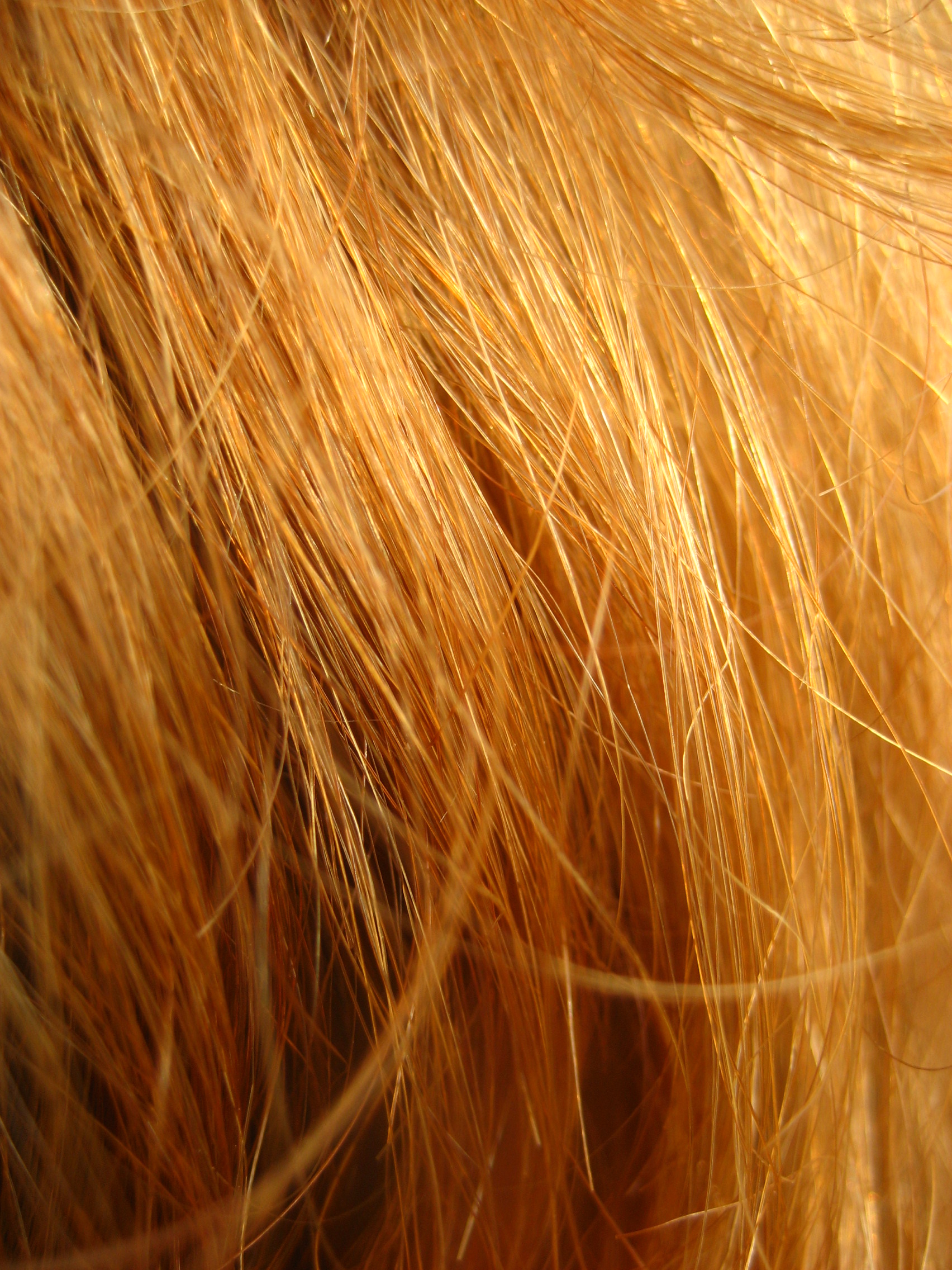
A ligação covalente permite, em certos casos, a formação de longas moléculas, tais como a da substância presente no cabelo, a queratina.

Ligações quádruplas, embora raras, também existem. Tanto o carbono quanto o silício podem teoricamente formá-las; entretanto, as moléculas formadas são extremamente instáveis. Ligações quádruplas estáveis são observadas, normalmente entre dois metais de transição em compostos organometálicos. Ligações sêxtuplas também foram observadas em metais de transição na fase gasosa e são ainda mais raras.
Na ligação covalente normal a diferença de eletronegatividade deve ser menor que 1,7. Se essa diferença for maior, a ligação é iónica.
Principais características das ligações e substâncias covalentes e moleculares:
- Sempre que ocorrer ligações covalentes, todos os átomos envolvidos precisam receber elétrons para atingir a estabilidade ou completar sua camada de valência.
- Neste caso ocorrerá com os não-metais e hidrogênio, pois um necessita do outro para atingir sua estabilidade, sendo que o hidrogênio não irá perder seu elétron apenas compartilhar com um elemento o grupo dos não metais por exemplo:o Cl-(Cloro).
- As substâncias moleculares são, em geral, líquidas ou gasosas, entretanto não são boas condutoras de eletricidade, diferentemente das soluções iônicas.
- As substâncias covalentes, a condições ambiente, isto é a 25 °C e 1 atm, podem estar no estado líquido como o éter, sólido como a parafina e no estado gasoso como o gás carbônico. Apresentam variados pontos de fusão e ebulição, como por exemplo o carbono na estrutura do diamante 3 550 ºC (fusão) e bismuto 271,4 ºC (fusão), ao contrario das substâncias iônicas em que estes são sempre altíssimos. As suas macromoléculas apresentam diferenciação formando dessa forma um grande conjunto de átomos, por exemplo: C(grafite) C(diamante), apresentam diferenciação na organização de suas moléculas.

## Teorias de ligação covalente
Existem duas teorias que explicam como se formam as ligações covalentes entre átomos. A teoria da ligação de valência e a teoria das orbitais moleculares. Esta última é mais aprofundada, embora a primeira seja suficiente para uma compreensão simplificada da estrutura das moléculas.
Ligações múltiplas entre átomos que usam junto dois eletrons se chamam monovalentes, 4, bivalentes e 6, trivalentes. 
Usando a mecânica quântica, é possível determinar a estrutura eletrônica, os níveis de energia, ângulos de ligação, comprimentos de ligação, momentos apolares, e espectros de frequência de moléculas simples com baixo grau de precisão. Atualmente, comprimentos e ângulos de ligações podem ser calculados tão precisamente quanto podem ser medidos pelo medidor de cargas  (precisão da ordem de poucos picômetros para comprimento e poucos graus para ângulos e tipos de eletroatividade). Para o caso de pequenas moléculas, cálculos de energia são suficientemente precisos e úteis na determinação de calores de formação e energias de ativação e Formas de covalentes.

## Exemplos de ligação covalente
- {\displaystyle {\mathsf {O_{2}}}} - cuja fórmula estrutural é O=O, possuindo uma ligação pi e uma ligação sigma;
- {\displaystyle {\mathsf {H_{2}O}}} - cuja fórmula estrutural é H−O−H, ambas ligações sigmas;
- {\displaystyle {\mathsf {F_{2}}}} - cuja formula estrutural é F−F, uma ligação sigma;
- {\displaystyle {\mathsf {HF}}} - cuja formula estrutural é H−F, uma ligação sigma.